# Melnîțea-Podilska
Melnîțea-Podilska (în ucraineană Мельниця-Подільська) este o așezare de tip urban din raionul Borșciv, regiunea Ternopil, Ucraina. În afara localității principale, mai cuprinde și satul Zelene.

## Demografie
Componența lingvistică a așezării de tip urban Melnîțea-Podilska
     Ucraineană (99,04%)
     Alte limbi (0,89%)
Conform recensământului din 2001, majoritatea populației așezării de tip urban Melnîțea-Podilska era vorbitoare de ucraineană (99,04%), existând în minoritate și vorbitori de alte limbi.